# François Picard (naturalista)
François Picard (1879, Dijon (Côte-d'Or) - 1939, París) va ser un naturalista francès especialitzat en botànica i entomologia. Va escriure Faune de France Volum n° 20 (1879-1939) Coléoptères Cérambycidae (1929). També va ser membre de la Société Entomologique de France.